# 佐世保市立鹿町小学校
佐世保市立鹿町小学校（させぼしりつ しかまちしょうがっこう、Sasebo City Shikamachi Elementary School）は、長崎県佐世保市鹿町町深江にある公立小学校。略称「鹿小」。

## 概要
歴史
1881年（明治14年）に「鹿鳴小学校 大野分校」として創立。1886年（明治19年）に「野芩小学校」として独立。校名に鹿町が使用されるようになったのは1904年（明治37年）。2011年（平成23年）に創立130周年を迎えた。
学校教育目標
「やさしい心をもち、夢に向かってがんばる子ども」
校章
「カ」の文字を4つ並べて校名の「鹿」（4カ）を表し、中央に「小」の文字を置いている。
校歌
作詞は市瀬正生、作曲は山口健作による。歌詞は3番まであり、各番に校名の「鹿町小学」が登場する。
校区
「長崎県佐世保市鹿町町」の後に「深江、新深江、深江潟、土肥ノ浦、鹿町、ロノ里（一部を除く）」が続く地域。中学校区は佐世保市立鹿町中学校。

## 沿革
- 1881年（明治14年）7月1日 -「公立中等鹿鳴小学校 大野分校」が設置される。
  - 鹿町村深江免字大野の松永浅太郎宅（草葺1棟1教室）を借用して校舎とする。児童数は15名ほどで1学級編成。
- 1886年（明治19年）
  - 9月 - 鹿鳴小学校から分離し、「尋常野芩小学校」（野芩の読みは「やきん」）として独立。瓦葺校舎1棟1教室を新築。初代校長は江頭又吉郎。
  - この年 - 佐々村（現・佐々町立口石小学校校地）に長崎県第十三高等小学校が設置される。学区を柚木・大野・皆瀬・中里・山口（後の相浦地域）・俵ヶ浦・佐々・吉井・世知原・江迎・小佐々の11村としていた。各地の尋常小学校を修了した児童を対象としており、遠方の児童のために寄宿舎が設けられた。
- 1889年（明治22年）4月1日 - 町村制の施行により、鹿町（ししまち）村立の小学校となる。
- 1892年（明治25年）
  - 6月 - 長崎県第十三高等小学校が廃止され、佐々村とその周辺の村の計8村で学校組合を組織した上で「組合立口石高等小学校」が設置される。校地・校舎は第十三高等小学校のものを継承。
  - 7月 - 「野芩尋常小学校」に改称（「尋常」の位置が変更される）。
- 1898年（明治31年）
  - 2月 - 組合立口石高等小学校が廃止され、高等小学校進学希望者は江迎村の長坂尋常高等小学校の高等科に通学することとなる。
  - この年 - 児童数は80名ほど。村有志の寄付により、木造2階建て3教室が完成。
- 1904年（明治37年）
  - 4月1日 - 「鹿町尋常小学校」（鹿町の読みは「ししまち」）に改称。
  - 4月1日 - 同村の鹿鳴尋常小学校に高等科が併置され「歌ヶ浦尋常高等小学校」となったため、高等科進学希望者は、歌ヶ浦尋常高等小学校の高等科へ通学することとなる。
- 1908年（明治41年）4月1日 - 小学校令の改正により、義務教育年限（尋常科の修業年限）が4年から6年に延長されたため、尋常科5年を新設。
- 1909年（明治42年）4月1日 - 尋常科6年を新設。
- 1913年（大正4年）3月7日 - 鹿町農業補習学校を併設。
- 1916年（大正5年）4月 - 1教室増築。
- 1919年（大正8年）2月 - 深江免778番地に木造2階建て新校舎（6教室）が完成。
- 1921年（大正10年）4月1日 - 高等科を併置し、「鹿町尋常高等小学校」に改称（尋常科6年・高等科2年）。併設の農業補習学校が「鹿町実業補習学校」に改称。
- 1922年（大正11年）1月 - 船石免に分教場を設置。尋常科1～4年を収容し、3学級編成。校舎は鹿町鉱業の寄付により完成。
- 1923年（大正12年）4月1日 - 校舎を増築。高等科の修業年限を3年とする。
- 1924年（大正13年）3月 - 船石分教場を1教室増築。
- 1925年（大正14年）- 運動場西方に林間運動場を設置。
- 1931年（昭和6年）
  - 3月 - 保護者会が発足。
  - 12月 - 3教室を増築。
- 1935年（昭和10年）4月14日 - 青年学校令の施行により、併設の実業補習学校が「鹿町青年学校」に改称。
- 1937年（昭和12年）3月 - 2階建て4教室を増築。
- 1940年（昭和15年）4月1日 - 高等科の修業年限が2年に戻る。
- 1941年（昭和16年）4月1日 - 国民学校令の施行により、「鹿町村鹿町国民学校」に改称。尋常科を初等科に改める（初等科6年・高等科2年）。
- 1947年（昭和22年）
  - 4月1日 - 学制改革（六・三制の実施）が行われる。
    - 国民学校の初等科が改組され、「鹿町村立鹿町小学校」となる。
    - 国民学校の高等科と青年学校の普通科が改組され、「鹿町村立鹿町中学校」（新制中学校）が発足。

  - 10月1日 - 鹿町村が町制を施行し、鹿町町が発足。これにより「鹿町町立鹿町小学校」に改称。
- 1948年（昭和23年）11月7日 - 小・中合同PTAが発足。
- 1953年（昭和28年）- 1954年（昭和29年）- 炭鉱不況により、学校経営に影響。
- 1955年（昭和30年）7月1日 - 完全給食を開始。
- 1956年（昭和31年）3月31日 - 船石分教場北緯33度16分45.9秒 東経129度36分48.6秒を廃止し、本校に統合。
- 1958年（昭和33年）
  - 10月1日 - 鹿町の読みが「ししまち」から「しかまち」に変更される。
  - 12月20日 - 新校舎増築落成式を挙行。
- 1959年（昭和34年）
  - 3月 - 校章を制定。校旗が寄贈される。
  - 4月 - 在籍児童数が最大の1,184名を記録する。
- 1961年（昭和36年）4月 - PTAが小学校と中学校に分離。
- 1962年（昭和37年）
  - 4月 - 特殊学級を設置。
  - この年 - 御堂鉱山の閉山により、児童数が大幅に減少（1,012名から760名に減少）。
- 1971年（昭和46年）- プールが完成。
- 1972年（昭和47年）- 給食が自校調理方式から給食センター方式に変更となる。
- 1973年（昭和48年）- 新通学路が完成。
- 1974年（昭和49年）- 旧・鹿町中学校運動場跡に鉄筋コンクリート造2階建て新校舎2棟が完成。
- 1975年（昭和50年）- 時計塔を設置。運動場を拡張。
- 1976年（昭和51年）- 体育館が完成。
- 1978年（昭和53年）- 国旗掲揚台を設置。
- 1981年（昭和56年）- 創立100周年記念式典を挙行。
- 1988年（昭和63年）5月 - 少年消防クラブ結団式を挙行。
- 1989年（平成元年）10月 - 小鳥鶏舎を設置。
- 1991年（平成3年）8月 - パソコンを設置。
- 1992年（平成4年）6月 - 焼窯庫を設置。
- 1993年（平成5年）9月 - ノーチャイムを開始。
- 2000年（平成12年）3月 - パソコン室を設置。
- 2003年（平成15年）3月 - 各教室にインターフォンを設置。ユーカリの木記念碑を設置。
- 2010年（平成22年）3月31日 - 市町村合併より、「佐世保市立鹿町小学校」（現校名）に改称。

## アクセス
最寄りの鉄道駅
- 松浦鉄道 西九州線「江迎鹿町駅」

最寄りのバス停
- 西肥自動車（西肥バス）「植松」バス停

最寄りの国道・県道
- 長崎県道18号佐々鹿町江迎線

## 周辺
- 御堂簡易郵便局
- 長崎県立鹿町工業高等学校
- 御堂青い実幼児園
- 江迎警察署深江警察官駐在所

## 関連事項
- 長崎県小学校一覧
- 佐世保市小学校一覧